# Pick Withers
David Pick Withers (Leicester, 4. travnja 1948.) britanski je glazbenik i bubnjar.
Član je prve postave sastava Dire Straits. Sudjelovao je u snimanju četiri studijska i jednog albuma uživo. Sastav je napustio 6 godina nakon osnivanja, nakon čega je sudjelovao u projektima drugih poznatih glazbenika, što kao studijski glazbenik, tako i kao koncertni glazbenik.

## Vanjske poveznice
- Službena stranica  Arhivirana inačica izvorne stranice od 22. veljače 2017. (Wayback Machine)

|  | Zajednički poslužitelj ima još gradiva o temi Pick Withers |